# Theodore Racing
Theodore Racing (徳利賽車隊香港) est une écurie de course automobile de Formule 1 qui a existé entre 1977 et 1983. Elle avait été fondée par le milliardaire de Hong Kong Theodore « Teddy » Yip.
Theodore Racing a participé au championnat du monde de Formule 1 en 1977 et 1978, puis de 1981 à 1983, disputant en tout 33 Grands Prix sur cinq saisons. Theodore Racing a inscrit un total de 2 points. Ses meilleurs classements au championnat constructeur sont deux 12e place, successivement en 1981 et 1982.
Dans les années 2010, elle reprend néanmoins une activité de sponsoring pour le Grand Prix de Macao en Formule 3.

## Historique

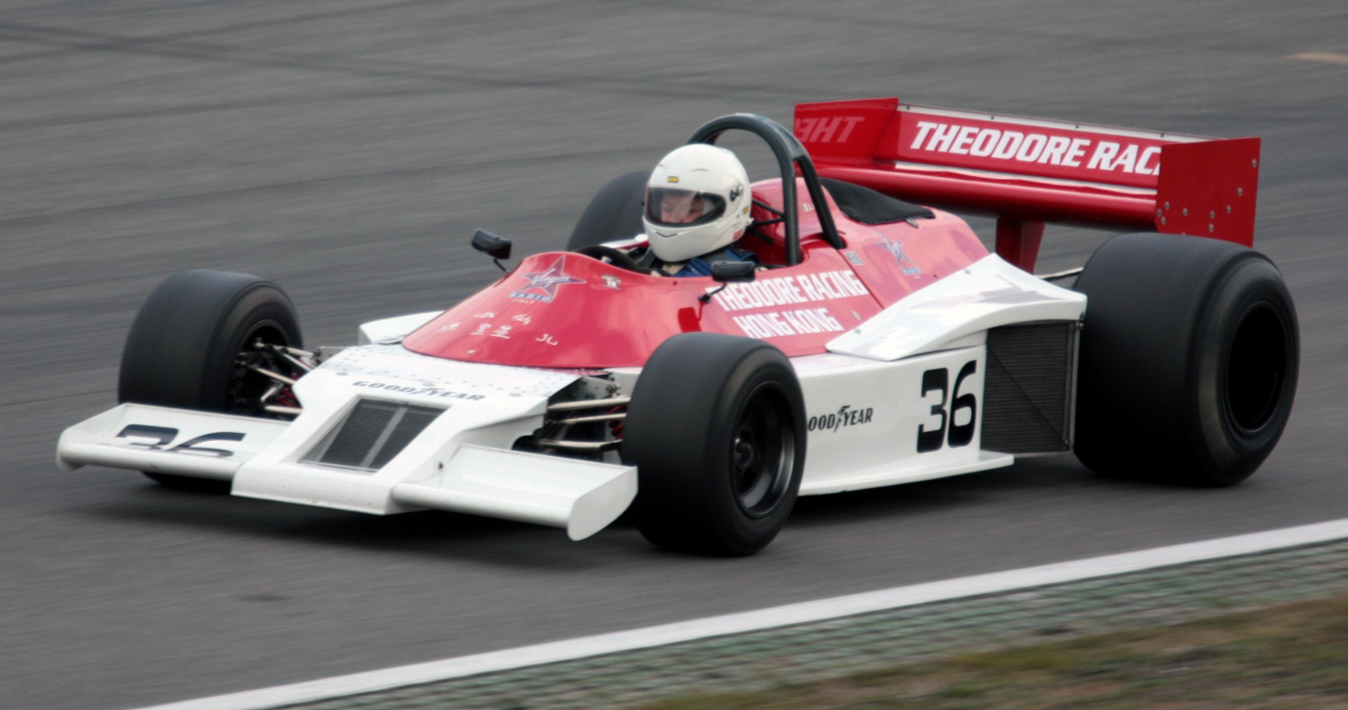
La Theodore TR1 en exhibition à Hockenheim en 2011.

Teddy Yip entre dans le monde de la compétition automobile en injectant des fonds dans l'écurie Ensign de son ami « Mo » Nunn. Quand Ensign est au plus mal, en 1974, un an après sa montée en Formule 1, Yip permet à l'écurie de retrouver un nouveau souffle et de poursuivre l'aventure. Yip finance aussi l'Ensign de Formule 5000, pilotée par Patrick Tambay, lors de la saison 1977. À la suite d’assez bons résultats de « sa presque écurie », Yip décide alors de se lancer seul en F1 en 1978. La Theodore TR1 engagée n'est autre que le projet Ralt-F1 avorté de Ron Tauranac. La monoplace est confiée à Eddie Cheever qui ne parvient pas à la qualifier et est alors remplacé par Keke Rosberg. Hors-championnat, Rosberg remporte le BRDC International Trophy organisé par le British Racing Drivers Club sur le tracé de Silverstone. Mais en championnat du monde, Rosberg ne fait pas mieux que son prédécesseur, la voiture étant trop lourde pour le moteur Cosworth : il ne se qualifie qu'une seule fois, en 24e position et Theodore quitte provisoirement la Formule 1.

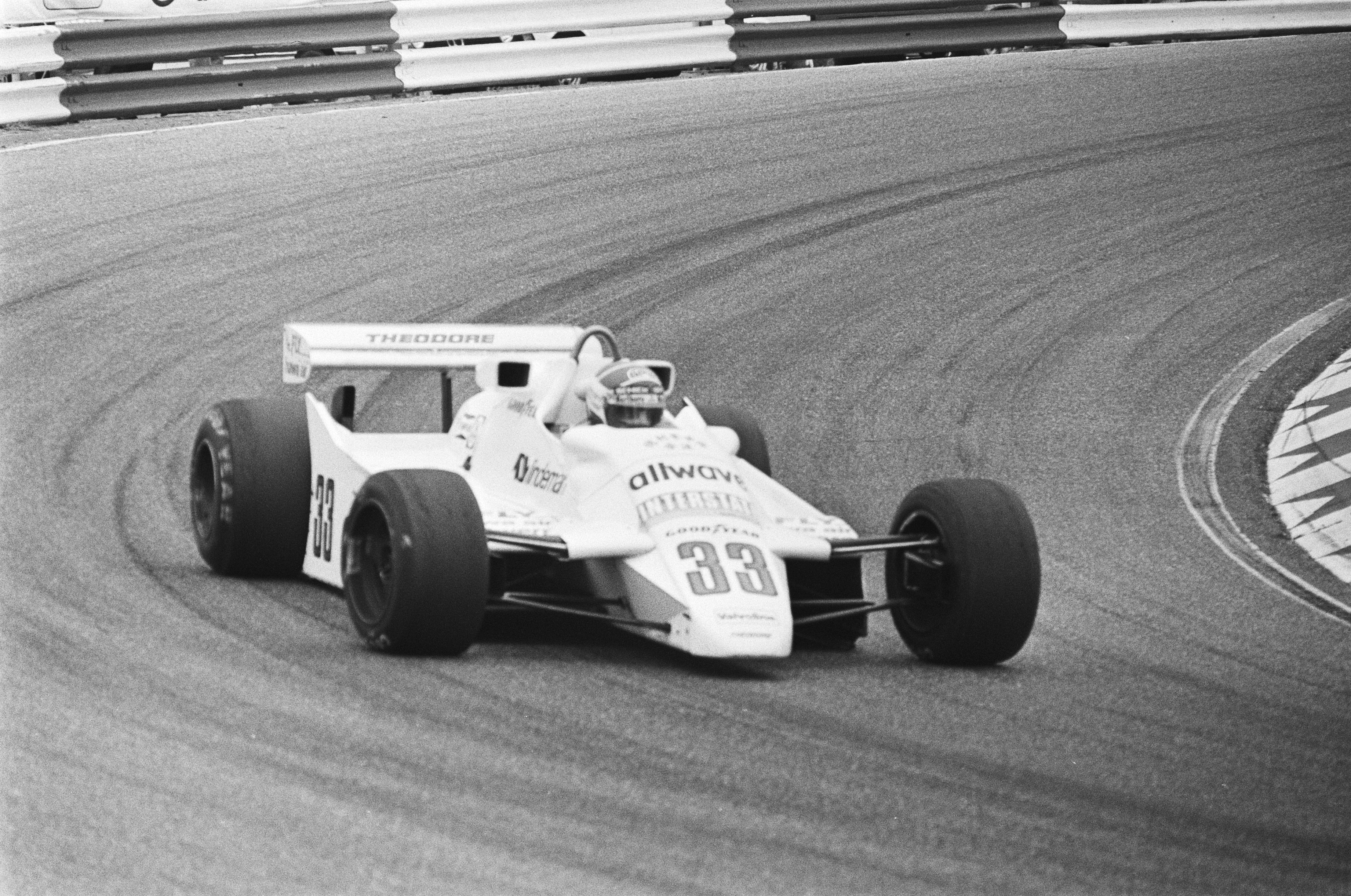
Jan Lammers sur Theodore TY02 au GP des Pays-Bas 1982

Theodore fait son retour dans la discipline reine trois ans plus tard. La nouvelle TY01 est conçue par Tony Southgate, ex-Shadow et ex-Arrows. La monoplace est confiée à Patrick Tambay qui réussit l'exploit d'inscrire un point lors du premier Grand Prix. Les espoirs de Tambay vont vite s’estomper devant les mauvais résultats. Il quitte Theodore pour Ligier et est remplacé par Marc Surer, « prêté » par Mo Nunn.
En 1982, les deniers de Yip ne suffisent pas à dépêtrer son écurie de ses soucis financiers et il est obligé de recruter des pilotes payants pour compléter son budget. Southgate développe un peu la TY01 qui devient TY02 mais n'est guère plus performante. Southgate quitte alors l'écurie qui ne marquera aucun point.
En 1983, Yip rachète à Mo Nunn ses châssis N181 lorsque celui-ci quitte la Formule 1, faute de moyens. Nigel Bennett les met à jour et conçoit la Theodore N183, confiée à Roberto Guerrero et Johnny Cecotto. Cecotto redonne un peu d'espoir à l'écurie lorsqu'il termine sixième à Long Beach. Ce point, le second de l'écurie en championnat du monde, sera le dernier. Theodore Yip ne veut plus financer à perte son écurie et quitte la discipline reine après le Grand Prix d'Europe, un an seulement après son ami Nunn.

## Sponsoring
Theodore Racing sponsorise l'écurie Prema Powerteam de Formule 3 pour le Grand Prix de Macao depuis 2013 et envisage la possibilité d'un retour de la marque en Formule 1,.

## Résultats en championnat du monde deFormule 1
| Saison | Écurie                                    | Châssis                        | Moteur           | Pneus         | Pilotes                                       | Grands Prix disputés | Points inscrits | Classement |
| ------ | ----------------------------------------- | ------------------------------ | ---------------- | ------------- | --------------------------------------------- | -------------------- | --------------- | ---------- |
| 1977   | Theodore Racing Hong Kong                 | Ensign N177                    | Ford-Cosworth V8 | Goodyear      | Patrick Tambay                                | 8                    | 5               | Non engagé |
| 1978   | Theodore Racing Theodore Racing Hong Kong | Theodore TR1 Wolf WR3 Wolf WR4 | Ford-Cosworth V8 | Goodyear      | Eddie Cheever Keke Rosberg                    | 4                    | 0               | Non classé |
| 1981   | Theodore Racing Team                      | Theodore TY01                  | Ford-Cosworth V8 | Michelin Avon | Marc Surer Patrick Tambay                     | 13                   | 1               | 12e        |
| 1982   | Theodore Racing Team                      | Theodore TY01 Theodore TY02    | Ford-Cosworth V8 | Avon Goodyear | Derek Daly Geoff Lees Jan Lammers Tommy Byrne | 7                    | 0               | Non classé |
| 1983   | Theodore Racing Team                      | Theodore N183                  | Ford-Cosworth V8 | Goodyear      | Roberto Guerrero Johnny Cecotto               | 13                   | 1               | 12e        |